# MILAN (ПТРК)
MILAN (фр. Missile d´infanterie léger antichar — легка піхотна протитанкова ракета) — керована протитанкова ракета, створена франко-німецьким консорціумом Euromissile (Aérospatiale і Messerschmitt-Bölkow-Blohm). Ракета належить до ПТРК 2-го покоління із керуванням по дроту.
Перебуває у серійному виробництві як основна європейська протитанкова зброя малого радіуса дії. З 1977 на озброєнні Бундесверу. Разом з американською системою BGM-71 TOW найбільш поширені протитанкові ракетні комплекси світу. MILAN використовується у 40 арміях світу.
Зараз заміщається ракетами Trigat та Spike.

## Історія
Для потреб піхотних підрозділів розпочали розробляти легкий ракетний протитанковий комплекс на основі франко-німецької угоди від 12 квітня 1963 року. У 1971 були проведені випробування і 1972 розпочато серійне виробництво. За ліцензією виготовляється у Великій Британії, Іспанії, Індії. Комплекс MILAN майже відразу розпочали встановлювати на бойових машинах піхоти Франції AMX-10P, ФРН Marder І. Швидкострільність становить до 3 пострілів на хвилину. Бойова дальність модифікації MILAN 2 становить 75 — 1975 метрів. З 1980-х років стали використовувати інфрачервоний адаптер-приціл MIRA (Milan Infra-Rot Adapter), що дозволило використовувати комплекс MILAN цілодобово. Він виявляє ціль за 12.000 м, розпізнає за 5.000 м, ідентифікує за 3.000 м.
З 2006 випускається модифікація MILAN 3 з тепловізором. Модифікація MILAN ER з форсованою ракетою, цифровою системою стрільби має дальність враження 3000 м, де здатна пробити 1000 мм реактивної броні і 2000 мм залізобетону. Імовірність попадання складає 93 % на 10.000 пострілів. Маршова швидкість 150—200 м/сек. Тривалість польоту на 2000 м складає 13 сек. Вага боєголовки 2,98 кг, вага вибухової речовини — 1,2-1,8 кг октолу (70-75 % октогену і 25-30 % тринітротолуолу).
В ракеті міститься 2г радіоактивного торію, що виділяється у навколишнє середовище при детонації.

### Модифікації
- Milan — одинарна кумулятивна частина (1972)
- Milan 2 — одинарна кумулятивна частина, тепловізорний приціл MIRA (1984), на озброєнні армій Франції, Німеччини (1985)
- Milan 2T — тандемна кумулятивна частина (1993)
- Milan 3 — тандемна кумулятивна частина (1996)
- Milan ER — подвійна кумулятивна частина збільшеної дальності

## Бойове застосування

### Громадянська війна в Іраку
Німецький уряд надавав допомогу загонам Пешмерга для їхнього посилення в боротьбі з бойовиками Ісламської Держави. Взимку 2015 було вирішено передати 4 тисячі карабінів G36 та 6 мільйонів набоїв до них. Також було вирішено надати 200 ракет MILAN і п'ять бронетранспортерів Dingo ATF.

### Російсько-українська війна
Франція надала Україні ракети Мілан після російського вторгнення в Україну. На підставі непідтверджених відеоматеріалів ці ракети використовувалися українськими військами проти російських цілей.
В серпні 2022 року видання АрміяInform підтвердило застосування даних комплексів для відбиття російської агресії. Зокрема, у боях проти російських окупантів в Чернігівській та Сумській областях.

## Галерея

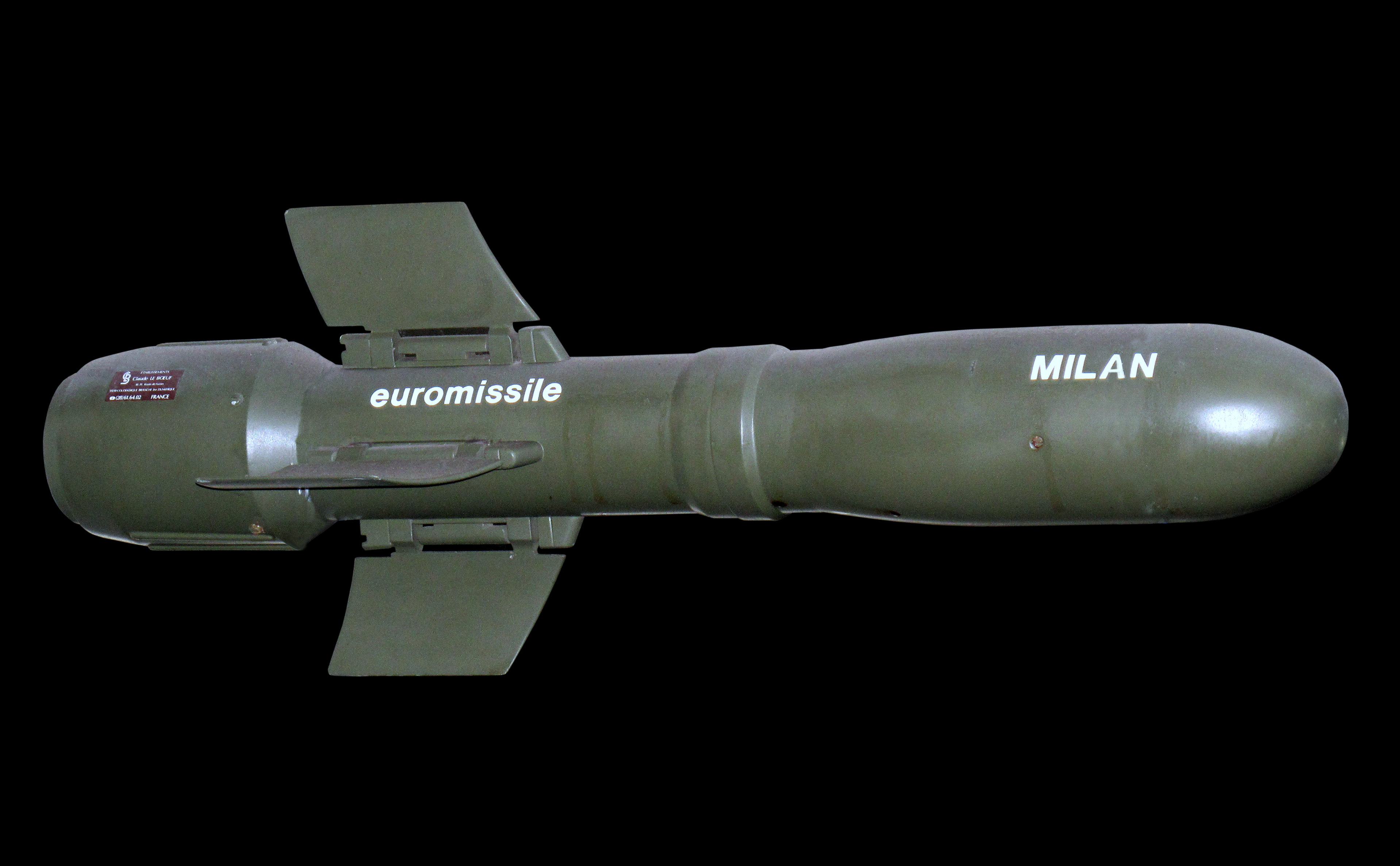
MILAN 1
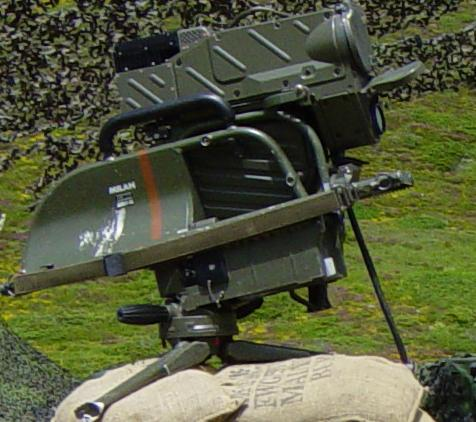
Пусковий комплекс MILAN
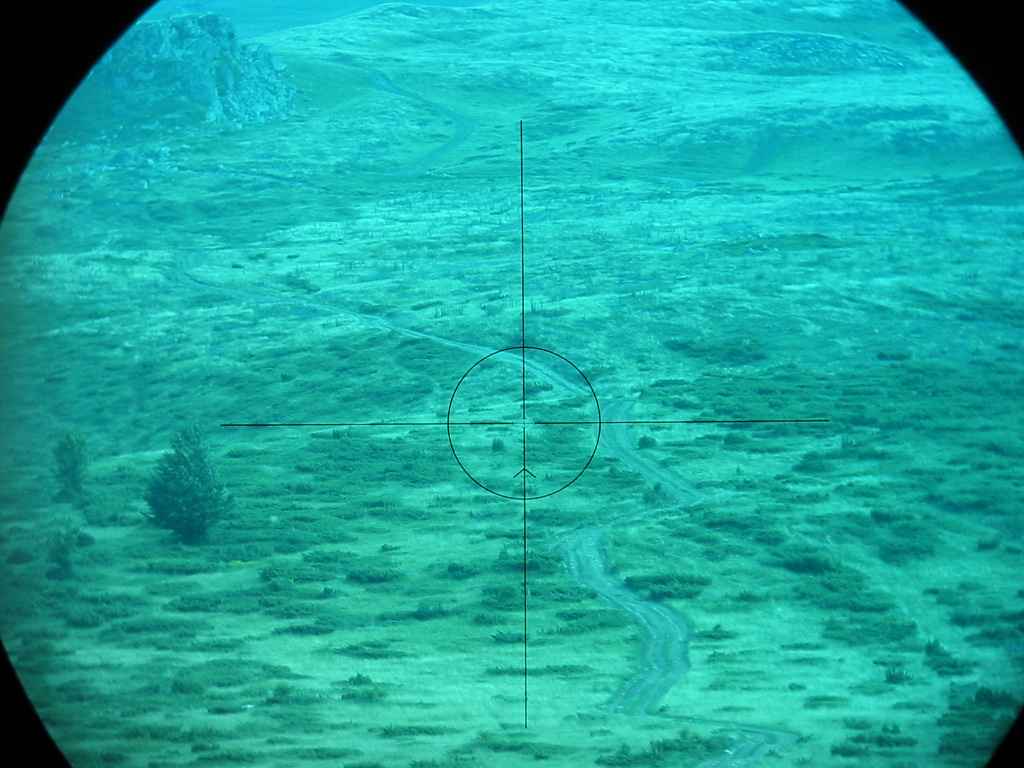
Вид через систему прицілювання MILAN
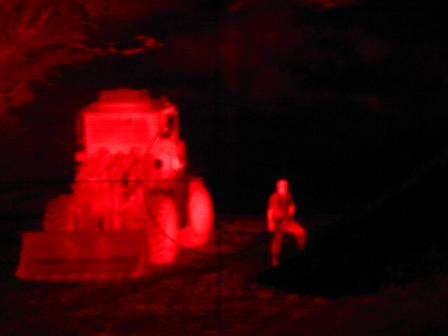
Вид через тепловізор MILAN
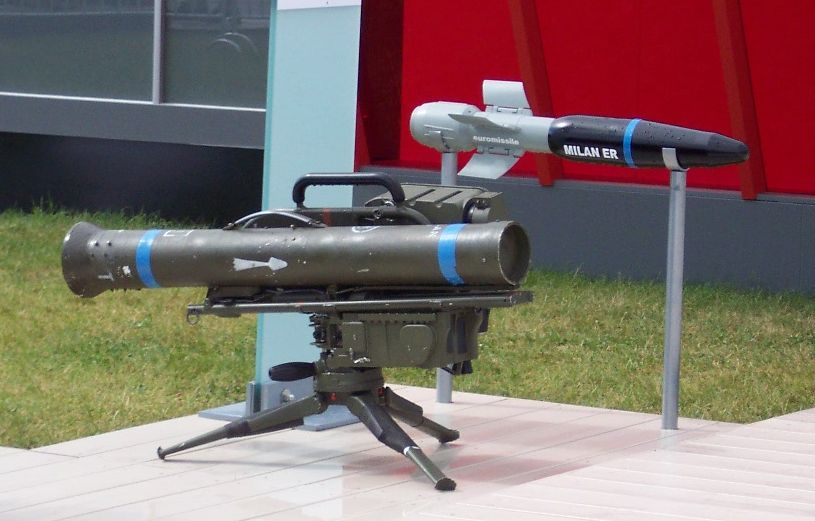
MILAN ADT-ER
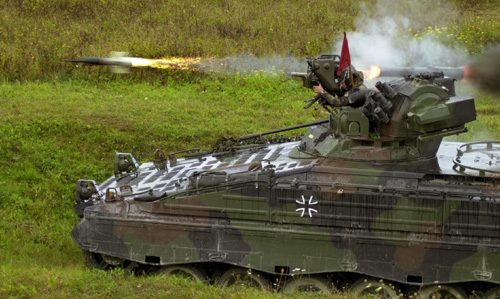
Запуск ракети з БМП Marder 1
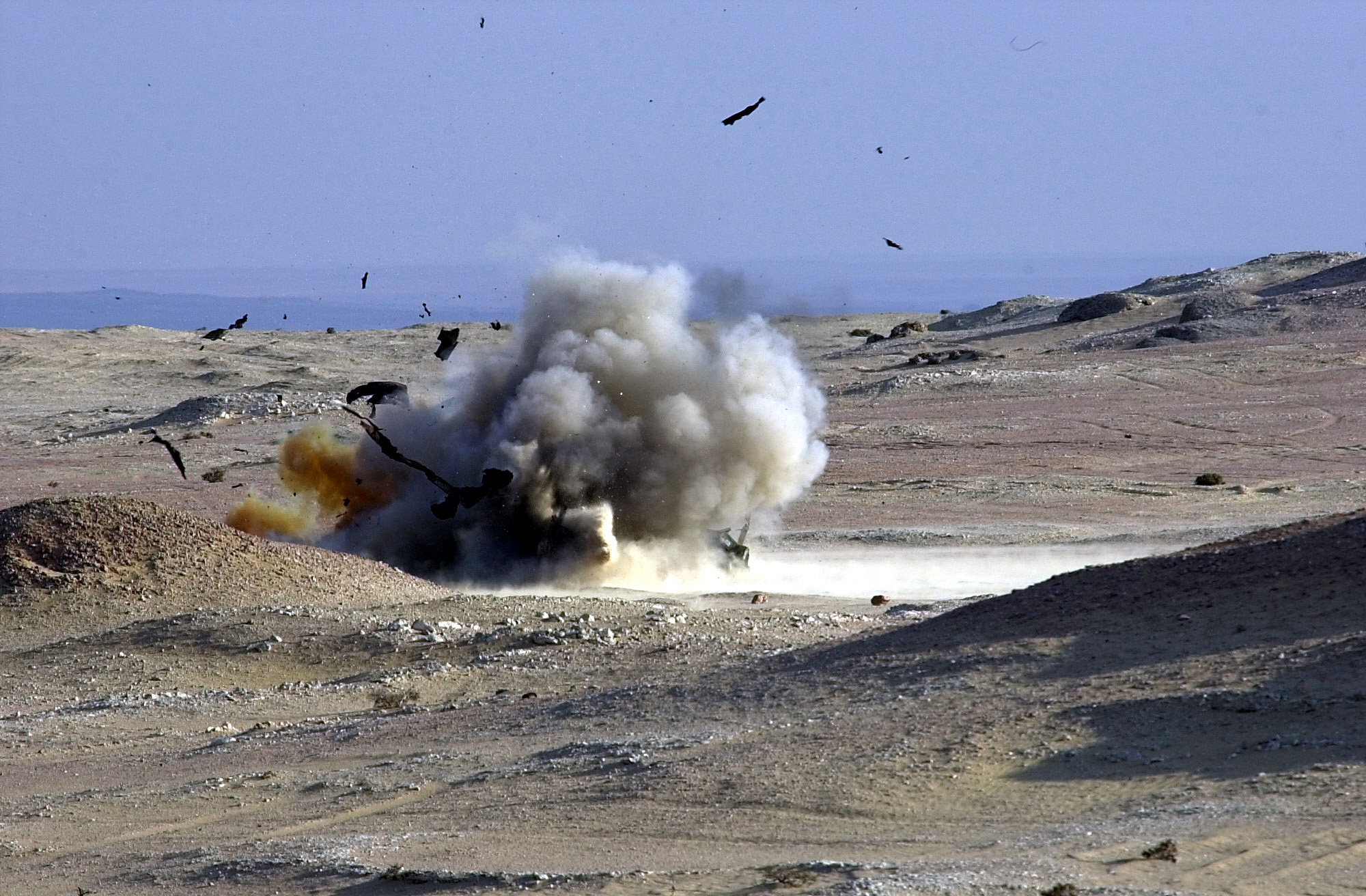
Враження ракетою танку на маневрах

## Оператори
- — Австралійська армія
- — Афганська національна армія
- — Британська армія
- — Збройні сили Вірменії
- — Сухопутні війська Бразилії
- — Збройні сили Бельгії
- Чад — Національні ЗС Чаду[en]
- Кіпр — Національна гвардія Кіпру
- Естонія — Збройні сили Естонії
- Єгипет — Єгипетська армія
- Франція — Французька армія
- Німеччина — Бундесвер
- Греція — Грецька армія
- Індія — Армія Індії
- Ірак — Армія Іраку
- Італія — Італійська армія
- Кенія — Кенійська армія
- Ліван — Збройні сили Лівану
- Лівія — Лівійська національна армія
- Мавританія — Армія Мавританії
- Мексика — Мексиканська армія
- Марокко — Королівська марокканська Армія
- Пакистан — Армія Пакистану[en]
- Португалія — Португальська армія
- ПАР — Армія ПАР
- Іспанія — Іспанська армія
- Сирія — Сирійська армія[en]
- Туніс — Туніські ЗС
- Туреччина — Турецька армія
- Уругвай — Збройні сили Уругваю
- Ємен — ЗС Ємену
- Україна — певна кількість отримана від Франції та Італії.

### Україна
На тлі російського вторгнення в Україну 2022 року, уряд Франції між 28 лютим та 3 березня відправив в Україну «кілька десятків» одиниць ПТРК Мілан.
28 лютого про відправлення цих комплексів оголосив також уряд Італії.
В квітні 2022 року вийшов репортаж CNN в якому було показано інтенсивну підготовку Сил оборони України з використання ПТРК Milan-2.